# Homo erectus
Homo erectus (Dubois, 1894; dal latino erectus: "che sta dritto"), originariamente denominato Pitecanthropus erectus e Uomo di Giava, è una specie di ominide estinta del genere Homo, vissuta nel corso del Pleistocene inferiore e medio.
Si tratta della specie umana di cui è descritta la più lunga presenza sul pianeta: da 1,7 milioni a 70.000 anni fa.

## Origini
Un'ipotesi sostiene che sia la medesima specie di Homo ergaster, mentre un'altra che sia una specie prettamente asiatica evolutasi da H. ergaster. Tra 1,8 e 1,3 milioni di anni fa Homo erectus (o H. ergaster) migrò dall'Africa orientale, colonizzando altre parti del vecchio mondo (vedi la voce Out of Africa I). Vi è anche chi sostiene che fosse una specie autoctona asiatica, poi migrata in Africa.

## Storia
La sua scoperta risale al 1891, quando, nel giacimento di Trinil dell'isola di Giava, Eugène Dubois rinvenne una calotta cranica, insieme ad un molare e un femore. Dalle conoscenze fino ad allora accumulate egli desunse che si trattasse di un uomo scimmia, per cui gli diede il nome di Pithecanthropus erectus. Oggi noi sappiamo tuttavia che Homo erectus, come è stato poi ribattezzato, era un ominide più vicino ad Homo sapiens rispetto al genere Australopithecus. Fu il primo ominide scoperto ad avere deambulazione completamente bipede, da cui il nome.
Altri ritrovamenti:

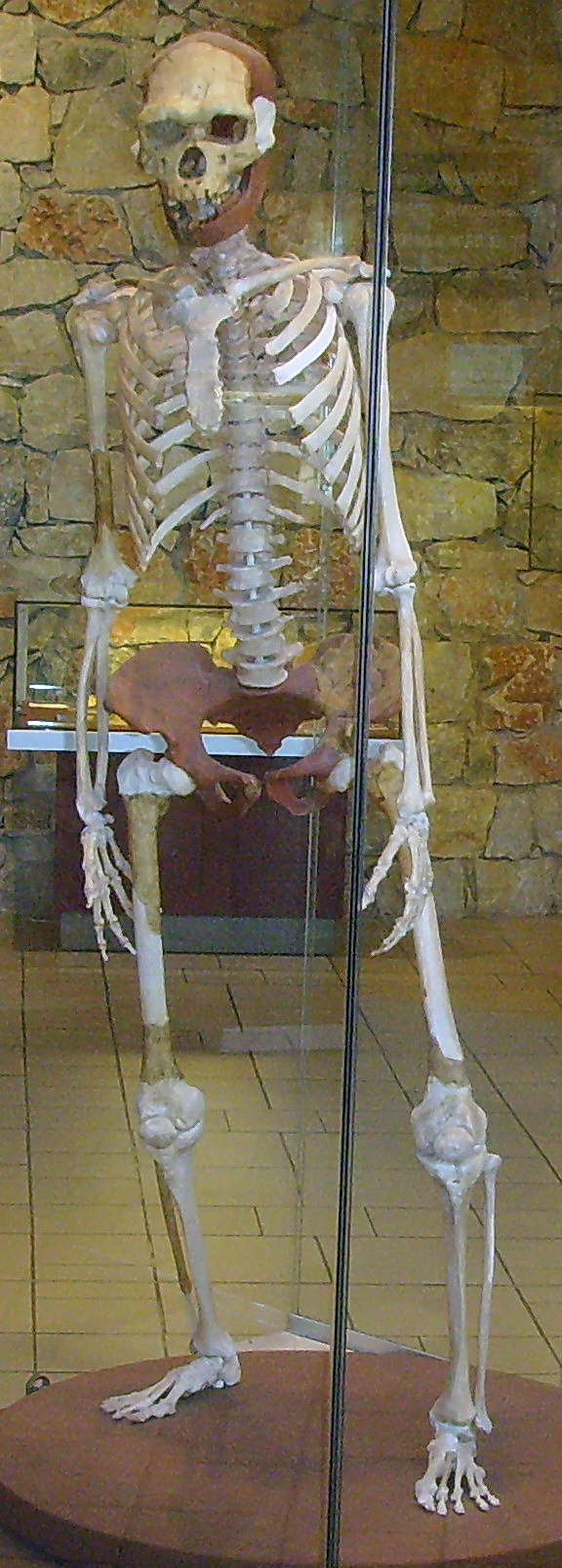
Uomo di Tautavel (Homo erectus tautavelensis)

- OH 9, Chellean men. Scoperto da Louis Leakey nel 1960 nella Gola di Olduvai in Tanzania. L'età stimata è di 1,4 milioni di anni. Esso consiste in parte della scatola cranica con grosse arcate frontali ed un cervello di 1065 cm³.
- OH 12, Pinhead. Scoperto da Margaret Cropper nel 1962 nella Gola di Olduvai in Tanzania. Esso è simile a OH 9 ma è più completo e piccolo, con una scatola cranica di soli 750 cm³. La sua età è compresa tra i 600 000 e gli 800 000 anni.

Nel 2000, nella Cina meridionale, sono emersi una serie di fossili litici non bifacciali datati tra i 700 000 e gli 800 000 anni fa, che i due scopritori, Huang Weiwen e Rick Potts, propongono di assegnare al modo tecnico acheuleano. Tra le cause di questa importante differenza vi può essere un impedimento oggettivo, come la mancanza di materiale utile per la costruzione di questi attrezzi o l'impossibilità della trasmissione di questa conoscenza da una generazione all'altra. Un'altra tesi è che la colonizzazione dell'Asia sia antecedente alla scoperta delle asce a mano avvenuta in Africa e che i colonizzatori siano rimasti isolati dai loro cugini africani.
Negli ultimi anni sono stati fatti degli importanti ritrovamenti che confermano tale ipotesi, anticipando di alcune centinaia di migliaia di anni la colonizzazione dell'Asia. Tra questi un teschio ritrovato nel 2001 a Dmanisi in Georgia, risalente a 1,8 milioni di anni fa ed attribuito alla specie Homo georgicus. Con un volume di 600 cm³ è il fossile più antico ritrovato fuori dall'Africa; i suoi tratti somatici sembrano essere comuni a quelli degli Homo ergaster africani. Altri fossili sono stati trovati in Cina e a Giava, alcuni dei quali molto antichi, come un cranio infantile senza faccia, risalente a 1,8 milioni di anni e alcuni resti incompleti e deformati, provenienti dall'area di Sangiran, datati 1,6 milioni di anni.
Nel 2023 sono stati ri-esaminati reperti provenienti dal sito archeologico di Melka Kunture in Etiopia, compresa la mandibola di bambino scoperta nel 1981; le nuove indagini hanno dimostrato che il bambino apparteneva al genere Homo erectus e che il reperto risale a 1,95 milioni di anni fa.

## Descrizione
Homo erectus aveva una capacità cranica maggiore rispetto a Homo habilis, come anche superiore a quella di H. ergaster, da 813 cm³ a 1 059 cm³. Nonostante una notevole somiglianza con gli esseri umani moderni, aveva un cervello di dimensioni corrispondenti a circa il 75% di quello di Homo sapiens. I membri della specie H.erectus erano piuttosto alti. 
Il dimorfismo sessuale era leggermente più marcato che in H. sapiens, poiché i maschi erano di maggiori dimensioni rispetto alle femmine. La scoperta dello scheletro KNM-WT 15000 vicino al lago Turkana in Kenya da Richard Leakey nel 1984 fu decisiva per la conoscenza della specie.

## Utilizzo di utensili ed abilità generali
Si ritiene comunemente che sia stato il primo a lavorare e utilizzare pietre bifacciali e a usare il fuoco; queste innovazioni gli hanno permesso probabilmente la lavorazione delle pelli e un uso più elaborato degli alimenti rispetto agli uomini primitivi precedenti.
Homo erectus usava utensili più diversificati ed avanzati dei suoi predecessori. Si trattava di strumenti di pietra, un'innovazione significativa fu l'utilizzo di asce a doppio filo e pietre bifacciali scheggiate su due lati, chiamate comunemente amigdale per la loro forma a mandorla, usate come strumenti per scavare radici, tritare vegetali e probabilmente per tagliare pelli.
Un sito chiamato Terra Amata, sulla Riviera Francese, era forse occupato da membri della specie erectus, e contiene alcune tra le prime (per quanto controverse) tracce dell'utilizzo di un fuoco controllato dall'uomo. Analoghe tracce sono state rinvenute in Israele. Ciononostante, alcuni studiosi continuano a ritenere che l'utilizzo del fuoco fosse raro nella specie, e che sia stato più caratteristico di specie avanzate del genere Homo - come Homo neanderthalensis.
Inoltre, è stata avanzata l'ipotesi che H. erectus sia stato il primo ominide in grado di utilizzare zattere per attraversare oceani, ma la tesi rimane controversa.

## Aspetti sociali

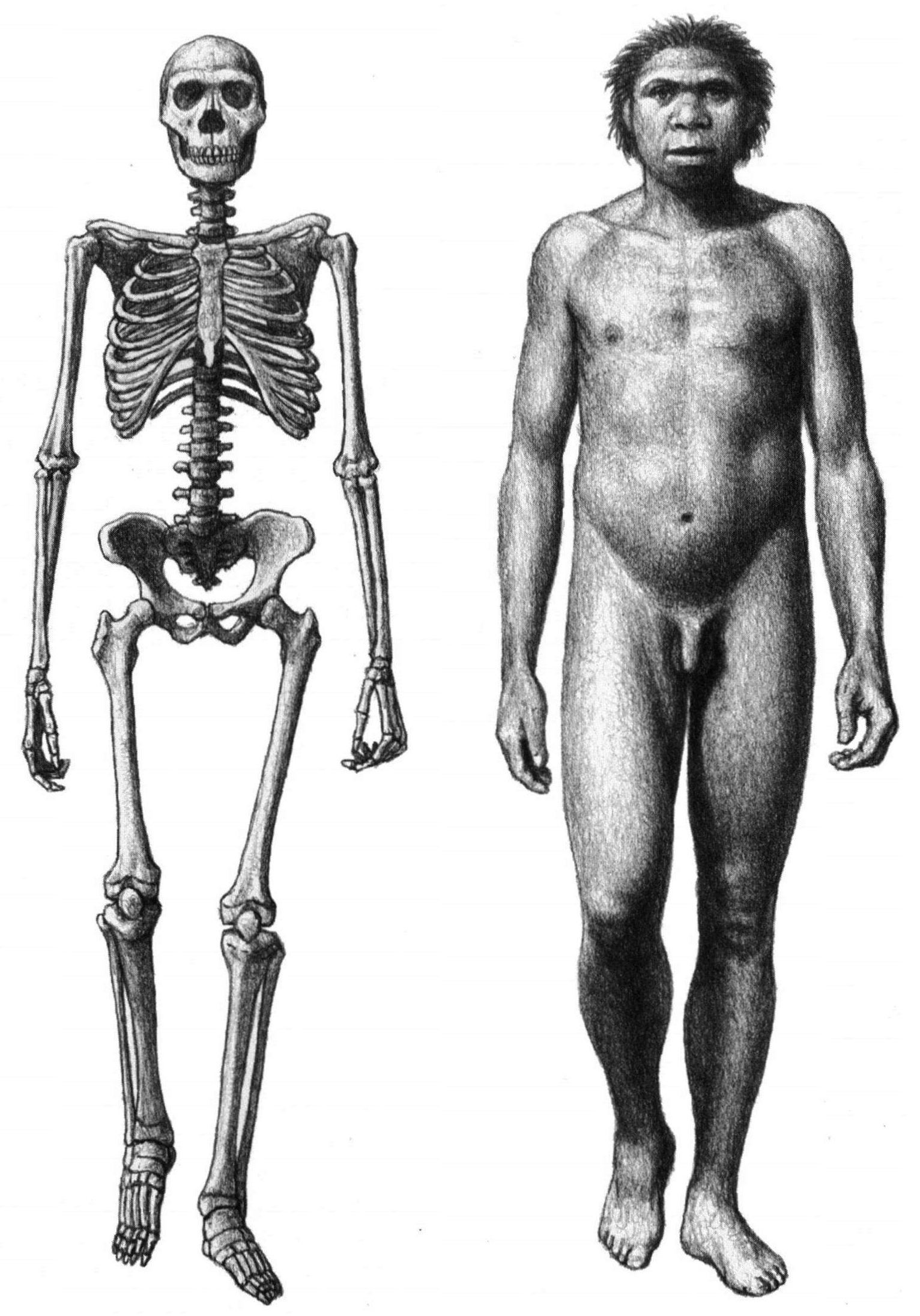
Ricostruzione del ragazzo di Turkana.

Alcuni antropologi, come il già citato Leakey, credono che erectus fosse significativamente più vicino dal punto di vista della vita sociale agli uomini moderni rispetto ad altre specie precedenti. Va precisato, però, che i fossili dimostrano come l'anatomia delle vie aeree dell'erectus non gli permettesse di produrre suoni di una complessità paragonabile a quella del linguaggio moderno.